# Saison 1 de Man Seeking Woman
Chronologie
Saison 2
Cet article présente le guide des épisodes de la première saison de la série télévisée américaine Man Seeking Woman.

## Distribution

### Acteurs principaux
- Jay Baruchel : Josh Greenberg
- Eric André : Mike, ami de Josh
- Britt Lower : Liz Greenberg, grande sœur de Josh
- Maya Erskine : Maggie, l'ex petite-amie de Josh

### Acteurs récurrents
- Robin Duke : Patti, mère de Josh
- Miles Fisher : Graham, petit-ami de Maggie
- Mark McKinney : Tom: beau-père de Josh
- Ennis Esmer : Leo, le petit ami de Liz

### Acteurs invités
- Bill Hader : Adolf Hitler (épisode 1)
- Vanessa Bayer : Laura Ferber (épisode 1 et 2)
- Michael Hogan : Bradley (épisode 2)
- Sarah Silverman : Voix-off, main droite de Josh (épisode 3)
- Eddie Pepitone (en) : Voix-off, main gauche de Josh (épisode 3)
- Tim Heidecker : Barman (épisode 3)
- Maria Thayer : Maude (épisode 4)
- Minka Kelly : Whitney (épisode 5)
- Jorma Taccone : Cupid (épisode 5)
- Fred Armisen : Tanaka (épisode 5)
- Marc Evan Jackson : Judge (épisode 6)
- Jon Daly : Daniel Schultz (épisode 6)
- Brett Gelman : Demon (épisode 7)
- Claire Stollery : Rachel (épisode 8)
- Carrie Brownstein : Employée de Chill Acres Bro Shelter (épisode 8)
- Mary Birdsong : Serveuse (épisode 8)
- Matt Lucas : Igor (épisode 9)
- Josh Meyers : Frankenboyfriend (épisode 9)

## Épisodes

### Épisode 1: Titre français inconnu (Lizard)
- États-Unis /  Canada : 14 janvier 2015 sur FXX[1]  / FXX Canada[2]

- États-Unis : 326 000 téléspectateurs[3] (première diffusion)

- Bill Hader (Adolf Hitler)
- Vanessa Bayer (Laura Ferber)

### Épisode 2: Titre français inconnu (Traib)
- États-Unis /  Canada : 21 janvier 2015 sur FXX / FXX Canada

- États-Unis : 185 000 téléspectateurs[4] (première diffusion)

- Michael Hogan (Bradley)
- Vanessa Bayer (Laura Ferber)

### Épisode 3: Titre français inconnu (Pitbull)
- États-Unis /  Canada : 28 janvier 2015 sur FXX / FXX Canada

- États-Unis : 206 000 téléspectateurs[5] (première diffusion)

- Sarah Silverman (Voix-off, main droite de Josh)
- Eddie Pepitone (Voix-off, main gauche de Josh)
- Tim Heidecker (Barman)

### Épisode 4: Titre français inconnu (Dram)
- États-Unis /  Canada : 4 février 2015 sur FXX / FXX Canada

- États-Unis : 205 000 téléspectateurs[5] (première diffusion)

- Maria Thayer (Maude)

### Épisode 5: Titre français inconnu (Sizzurp)
- États-Unis /  Canada : 11 février 2015 sur FXX / FXX Canada

- États-Unis : 98 000 téléspectateurs[5] (première diffusion)

- Minka Kelly (Whitney)
- Jorma Taccone (Cupid)
- Fred Armisen (Tanaka)

### Épisode 6: Titre français inconnu (Gavel)
- États-Unis /  Canada : 18 février 2015 sur FXX / FXX Canada

- États-Unis : 174 000 téléspectateurs[5] (première diffusion)

- Marc Evan Jackson (Juge)
- Jon Daly (Daniel Schultz)

### Épisode 7: Titre français inconnu (Stain)
- États-Unis /  Canada : 25 février 2015 sur FXX / FXX Canada

- États-Unis : 210 000 téléspectateurs[5] (première diffusion)

- Brett Gelman (Demon)

### Épisode 8: Titre français inconnu (Branzino)
- États-Unis /  Canada : 4 mars 2015 sur FXX / FXX Canada

- États-Unis : 113 000 téléspectateurs[5] (première diffusion)

- Claire Stollery (Rachel)
- Carrie Brownstein (Employée de Chill Acres Bro Shelter)
- Mary Birdsong (Serveuse)

### Épisode 9: Titre français inconnu (Woman Seeking Man)
- États-Unis /  Canada : 11 mars 2015 sur FXX / FXX Canada

- États-Unis : 218 000 téléspectateurs[5] (première diffusion)

- Matt Lucas (Igor)
- Josh Meyers (Frankenboyfriend)

### Épisode 10: Titre français inconnu (Scepter)
- États-Unis /  Canada : 18 mars 2015 sur FXX[6] / FXX Canada

- États-Unis : 204 000 téléspectateurs[5] (première diffusion)